# Unione Democratica Internazionale
L'Unione Democratica Internazionale (in inglese: International Democracy Union, IDU, fino al 2023: International Democrat Union) è un raggruppamento internazionale dei partiti politici 
della destra conservatrice e generalmente legati al centro-destra,  dei quali promuove obiettivi e scelte programmatiche a livello globale.
Ha due organizzazioni internazionali affiliate (Unione Internazionale dei Giovani Democratici e Unione Internazionale delle Donne per la Democrazia) e sei organizzazioni regionali affiliate (Unione dei Partiti Latinoamericani, Unione Democratica Asia-Pacifico, Unione Democratica dei Caraibi, Unione Democratica dell'Africa, Partito Popolare Europeo e Partito dei Conservatori e dei Riformisti Europei).
L'IDU venne fondata a Londra il 24 giugno 1983 da 19 esponenti politici, tra cui Margaret Thatcher (primo ministro del Regno Unito), George H. W. Bush (poi presidente degli Stati Uniti), Helmut Kohl (cancelliere della Germania Ovest) e Jacques Chirac (successivamente presidente della repubblica francese). 
Nonostante delle affinità con l'Internazionale Democratica Centrista, se ne differenzia per un approccio non centrista.
L'IDU ha il suo quartier generale a Monaco di Baviera, e conta oltre 80 tra membri ed associati in oltre 60 Paesi di tutto il mondo. Dal 21 febbraio 2018 a presiedere l'organizzazione è Stephen Harper, primo ministro del Canada dal 6 febbraio 2006 al 4 novembre 2015.

## Direzione[6]
- Presidente: Stephen Harper (Partito Conservatore del Canada)
- Vicepresidenti: Carlo Fidanza (Fratelli d'Italia) e Antonio Giordano (Fratelli d'Italia)[7]
- Presidente onorario: Lord Ashcroft KCMG, PC (Partito Conservatore del Regno Unito)
- Presidenti assistenti:
  - Peter Mac Manu (Nuovo Partito Patriottico, Ghana)
  - Marco Solares (Partito Unionista del Guatemala)
  - Alec Shelbrooke (Partito Conservatore del Regno Unito)
  - Erna Solberg, (Høyre, Norvegia)
- Vicepresidenti:
  - Marwan Abdallah (Kataeb, Libano)
  - Florian Hahn (Unione Cristiano-Sociale in Baviera, Germania)
  - Johannes Hahn (Partito Popolare Austriaco)
  - Lord Daniel Hannan (Partito Conservatore del Regno Unito)
  - Rahhal El Makkaoii (Istiqlal, Marocco)
  - Gabriel Mato (Partito Popolare, Spagna)
  - David McAllister (Unione Cristiano-Democratica, Germania)
  - Julian Obiglio (PRO, Argentina)
  - Diego Schalper (Rinnovamento Nazionale, Cile)
  - Elbegdorj Tsakhiagiin (Partito Democratico, Mongolia)
  - McHenry Venaani (PDM, Namibia)
  - Ranil Wickremesinghe (Partito Nazionale Unito, Sri Lanka)
  - Jan Zahradil (Partito Democratico Civico, Repubblica Ceca)
- Presidente del Comitato Permanente per gli Affari Esteri: Dr. Reinhold Lopatka (Partito Popolare Austriaco)
- Presidente del Comitato Permanente per le Elezioni e le Campagne: Prof. Dr. Mario Voigt (Unione Cristiano-Democratica di Germania)
- Presidente dell'Unione Internazionale dei Giovani Democratici: Prof. Dr. Michael Dust (Unione Cristiano-Democratica di Germania)
- Presidente dell'Unione Internazionale delle Donne Democratiche: Sofia Brambilla (PRO, Argentina)
- Tesoriere: Christopher J. Fussner (Partito Repubblicano, USA)
- Political Auditor: Eva Gustavsson (Partito Moderato, Svezia)
- Segretario generale / Direttore esecutivo: Tina Mercep (Unione Democratica Croata)
- Direttore delle operazioni e attività di divulgazione: Chelsie McIntee (Partito Conservatore del Canada)

## Partiti aderenti
- Albania - Partito Democratico d'Albania (Partia Demokratike - PD)
- Argentina - Proposta Repubblicana (Propuesta Republicana - PRO)
- Australia - Partito Liberale d'Australia (LP)
- Austria - Partito Popolare Austriaco (Österreichische Volkspartei, ÖVP)
- Azerbaigian - Partito Indipendenza Nazionale dell'Azerbaijan (NIPA, Azərbaycan Milli İstiqlal Partiyası)
- Bielorussia - BPF; Partito Civico Unito (UCP)
- Bolivia - Movimento Democratico Sociale (Movimiento Demócrata Social - Democratas)
- Bosnia ed Erzegovina - Partito del Progresso Democratico della Republika Srpska (PDP); Partito d'Azione Democratica (SDA); Unione Democratica Croata di Bosnia ed Erzegovina (HDZ); Unione Democratica Croata 1990
- Brasile - Unione Brasile (União Brasil)
- Bulgaria - Unione delle Forze Democratiche (Săjuz na Demokratičnite Sili); Cittadini per lo Sviluppo Europeo della Bulgaria (GERB)
- Canada - Partito Conservatore del Canada (CPC, Conservative Party of Canada / Parti conservateur du Canada)
- Cile - Unione Democratica Indipendente (Unión Demócrata Independiente, UDI); Rinnovamento Nazionale (Renovación Nacional, RN)
- Colombia - Partito Conservatore Colombiano (Partido Conservador Colombiano, PCC)
- Croazia - Unione Democratica Croata (Hrvatska demokratska zajednica, HDZ)
- Cipro - Raggruppamento Democratico (Dimokratikos Synagermos, DISY)
- Rep. Ceca - Partito Democratico Civico (Občanská Demokratická Strana, ODS)
- Corea del Sud - Grande Partito Nazionale (Hannara)
- Danimarca - Partito Popolare Conservatore (Det Konservative Folkeparti, KFP)
- Rep. Dominicana - Forza Nazionale Progressista (Fuerza Nacional Progresista)
- Ecuador - Partito Sociale Cristiano (Partido Social Cristiano)
- El Salvador - Alleanza Repubblicana Nazionalista (Alianza Republicana Nacionalista, ARENA)
- Estonia - Unione Patria e Res Publica (Isamaa ja Res Publica Liit, IRPL)
- Finlandia - Partito di Coalizione Nazionale (Kansallinen Kokoomus, KOK)
- Germania - Unione Cristiano Democratica di Germania (Christlich-Demokratische Union Deutschlands, CDU); Unione Cristiano-Sociale in Baviera (Christlich-Soziale Union in Bayern, CSU)
- Georgia - Movimento Nazionale Unito
- Ghana - Nuovo Partito Patriottico (New Patriotic Party – NPP)
- Grecia - Nuova Democrazia (Nea Demokratia, ND)
- Grenada - Nuovo Partito Nazionale (New National Party)
- Guatemala - Partito Unionista (Partido Unionista - PU)
- Honduras - Partito Nazionale dell'Honduras (Partido Nacional de Honduras, PNH)
- India - Bharatiya Janata Party (BJP)
- Islanda - Partito dell'Indipendenza (Sjálfstæðisflokkurinn, D)
- Israele - Likud
- Italia - Fratelli d'Italia; Forza Italia[8][9]
- Kenya - Partito Democratico del Kenya (Democratic Party of Kenya)
- Libano - Falangi Libanesi (Ketaeb)
- Lituania - Unione della Patria - Democratici Cristiani di Lituania
- Macedonia del Nord - Partito Democratico per l'Unità Nazionale Macedone (VMRO-DPMNE)
- Maldive - Partito Democratico Maldiviano (Maldivian Democratic Party)
- Malta - Partito Nazionalista (Partit Nazzjonalista, PN)
- Marocco - Partito dell'Indipendenza (Istiqlal)
- Moldavia - Partito Azione e Solidarietà (Partidul Acțiune și Solidaritate)
- Mongolia - Partito Democratico
- Montenegro - Movimento per i Cambiamenti (PzP)
- Namibia - Movimento Popolare Democratico (Popular Democratic Movement)
- Nicaragua - Partito Conservatore (Partido Conservador)
- Nuova Zelanda - Partito Nazionale della Nuova Zelanda (NZNP)
- Norvegia - Destra (Høyre, H)
- Panama - Cambiamento Democratico (Cambio Democrático)
- Paraguay - Partito Colorado (MDR - Partido Colorado)
- Perù - Partito Popolare Cristiano (Partido Popular Cristiano)
- Portogallo - Centro Democratico Sociale - Partito Popolare (Centro Democrático e Social-Partido Popular, CDS/PP)
- Regno Unito - Partito Conservatore (Conservative Party)
- Saint Lucia - Partito Unito dei Lavoratori (United Workers Party)
- Saint Vincent e Grenadine - Nuovo Partito Democratico (New Democratic Party)
- Serbia - Partito Progressista Serbo (SNS)
- Slovenia - Partito Democratico Sloveno (Slovenska demokratska stranka, SDS)
- Spagna - Partito Popolare (Partido Popular, PP)
- Sri Lanka - Partito Nazionale Unito (UNP)
- Stati Uniti - Partito Repubblicano (Rep/GOP)
- Svezia - Partito Moderato (Moderata Samlingspartiet, M) - Democratici Cristiani (Kristdemokraterna, KD)
- Taiwan - Kuomintang (KMT, Zhong-guo Guo-min-dang)
- Tanzania - Partito della Democrazia e dello Sviluppo (Chama cha Demokrasia na Maendeleo, CHADEMA)
- Ucraina - Patria (Bat'kivščyna)
- Uganda - Forum per il Cambiamento Democratico (Forum for Democratic Change)
- Ungheria - Fidesz - Unione Civica Ungherese (Magyar Polgári Szövetség, FIDESZ)
- Venezuela - Progetto Venezuela (Proyecto Venezuela)